# メガロポリス (映画)
『メガロポリス』（原題：Megalopolis）は、2024年公開のアメリカ合衆国のSF叙事詩的映画。フランシス・フォード・コッポラ監督・脚本・製作。

## ストーリー
破滅的な災害に見舞われたアメリカ・ニューヨークを、ユートピアとして再建しようと奮闘する建築家の姿を描く。

## キャスト
カエサル・カティリナ
演 - アダム・ドライバー
大災害に見舞われ廃墟と化した現代アメリカの街を再建しようとする天才建築家。
フランクリン・キケロ
演 - ジャンカルロ・エスポジート
アメリカの市長。
ジュリア・キケロ
演 - ナタリー・エマニュエル
キケロの娘。
ワウ・プラチナム
演 - オーブリー・プラザ
金融ニュース専門のテレビ司会者。
クロディオ・パルチャー
演 - シャイア・ラブーフ
カエサルのいとこ。
ハミルトン・クラッスス3世
演 - ジョン・ヴォイト
カエサルの裕福な叔父であり、クラッスス国立銀行の頭取。
フンディ・ロメイン
演 - ローレンス・フィッシュバーン
カエサルの運転手兼助手。
コンスタンス・クラッスス・カティリナ
演 - タリア・シャイア
カエサルの母。
ジェイソン・ザンダーズ
演 - ジェイソン・シュワルツマン
キケロの側近。
テレサ・キケロ
演 - キャサリン・ハンター
キケロの妻。
ヴェスタ・スウィートウォーター
演 - グレース・ヴァンダーウォール
ティーンポップスター。
クロディア・パルチャー
演 - クロエ・ファインマン
チャールズ・コトープ
演 - ジェームズ・レマー
スタンリー・ハート
演 - D・B・スウィーニー
コミッショナー。
クロディーン・パルチャー
演 - イザベル・クスマン
ヒューイ・ウィルクス
演 - ベイリー・アイブス
クローデット・パルチャー
演 - マデリン・ガーデラ
アラム・カザンジアン
演 - バルサザール・ゲティ
クロディオの右腕
記者
演 - ロミー・マーズ
ヘイリー・シムズ
演 - サニー・ホープ・カティリナ
ヌシュ・バーマン
演 - ダスティン・ホフマン
キケロのフィクサー。

## 製作
2021年8月31日に、コッポラ監督が1980年代より温めてきた夢の企画『Megalopolis』より出演者交渉中という記事が出た。
さらに同日、本作が『ベン・ハー』のようなローマ叙事詩になるとも監督本人から伝えられているという記事が出ており、「2022年秋には作りたいと思っています。すべてのキャストが承認されるわけではありませんが、素晴らしい俳優陣が集結するという自信を持てるだけの方々が揃っています」と述べている。
2022年5月12日には、出演者5名の名が発表された。
2024年5月16日、第77回カンヌ国際映画祭コンペティション部門にてプレミア上映された。

## 受賞・ノミネート
| 映画賞                       | 授賞日        | 部門                   | 対象                           | 結果       | 出典        |
| ---------------------------- | ------------- | ---------------------- | ------------------------------ | ---------- | ----------- |
| 第45回ゴールデンラズベリー賞 | 2025年2月28日 | 最低作品賞             | 『メガロポリス』               | ノミネート | [ 8 ] [ 9 ] |
| 第45回ゴールデンラズベリー賞 | 2025年2月28日 | 最低監督賞             | フランシス・フォード・コッポラ | 受賞       | [ 8 ] [ 9 ] |
| 第45回ゴールデンラズベリー賞 | 2025年2月28日 | 最低脚本賞             | フランシス・フォード・コッポラ | ノミネート | [ 8 ] [ 9 ] |
| 第45回ゴールデンラズベリー賞 | 2025年2月28日 | 最低助演男優賞         | シャイア・ラブーフ             | ノミネート | [ 8 ] [ 9 ] |
| 第45回ゴールデンラズベリー賞 | 2025年2月28日 | 最低助演男優賞         | ジョン・ヴォイト               | 受賞       | [ 8 ] [ 9 ] |
| 第45回ゴールデンラズベリー賞 | 2025年2月28日 | 最低スクリーンコンボ賞 | 全キャスト                     | ノミネート | [ 8 ] [ 9 ] |